# Il fuoco nelle vene (film)
Il fuoco nelle vene (La chair et le diable) è un film del 1954 diretto da Jean Josipovici

## Trama
Giuseppe viene accusato di aver ucciso il suo datore di lavoro Matthias che si trova attualmente in un ospedale con amnesia. In realtà il cadavere ritrovato è quello di un mendicante che Giuseppe ha assassinato.